# Rue Belliard (Parijs)
De Rue Belliard is een straat aan de noordzijde van het 18e arrondissement van Parijs. De straat volgt het spoor van de Petite Ceinture en ligt in de nabijheid van de ring van de Boulevards des Maréchaux. De straat is vernoemd naar Augustin Daniel Belliard, en wel omdat deze in 1814 op deze plek een belangrijke bijdrage leverde aan de verdediging van de stad.

## Opmerkelijke gebouwen
- Er bevindt zich op de hoek met de Rue des Poissonniers het grootste busdepot van de RATP in Parijs.
- Het pand op nummer 35-37 was de laatste verblijfplaats van Jacques Mesrine[1], deze is hier op de hoek, bij de ingang van het metrostation Porte de Clignancourt door de politie doodgeschoten.

Er is ook een Rue Belliard in Brussel.

## Toegang
Metrostations Porte de Clignancourt en Porte de Saint-Ouen.